# Problem roku 2000

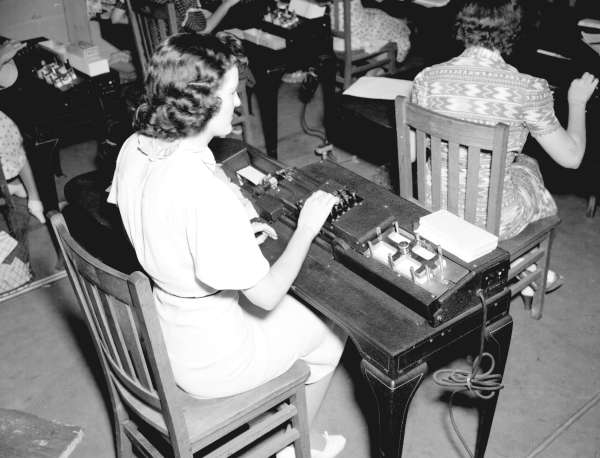
Pracownice biura wprowadzają w 1938 dane na karty perforowane. Mała ilość miejsca dostępnego na karcie doprowadziła do upowszechnienia zapisu roku jedynie z użyciem dwóch cyfr

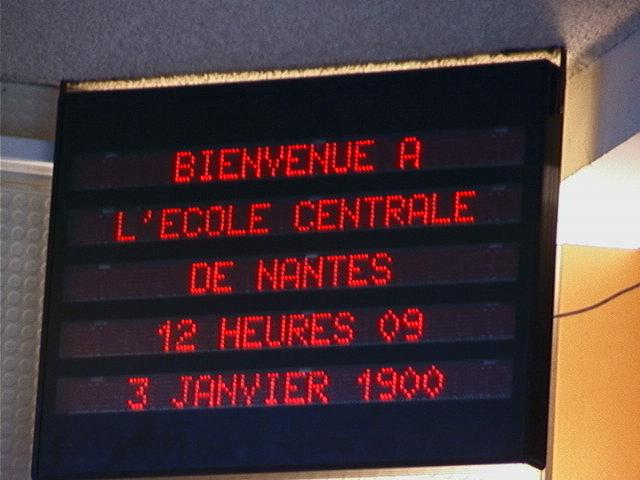
Problem roku 2000: wyświetlacz (po francusku) podaje datę 3 stycznia 1900, zamiast 3 stycznia 2000

Problem roku 2000, Y2K (z ang. year 2 kilo bug), pluskwa milenijna (z ang. millennium bug) – potencjalnie katastroficzne skutki, jakie miał z nastaniem roku 2000 wywołać przyjęty kilkadziesiąt lat wcześniej sposób zapisu daty w programach komputerowych.
W epoce pierwszych komputerów dla zaoszczędzenia pamięci rok był zapisywany tylko dwiema ostatnimi cyframi, co nie pozwalało przechować informacji o stuleciu, np. rok 1901 był kodowany tak samo jak rok 2001: jako 01. W nowszych komputerach oraz nowszych wersjach programów nie zmieniano tego sposobu zapisu, głównie aby zapewnić kompatybilność ze starszymi wersjami. Powstało wiele modyfikacji dotychczasowego oprogramowania, dla przykładu korporacja Microsoft w wydawanym w tamtym okresie systemie operacyjnym Windows 98 umieściła w ustawieniach regionalnych odpowiednie opcje pozwalające na interpretację roku zapisanego dwucyfrowo.
Problem Y2K dotyczył głównie starszych programów – nie przewidziano, że będą one używane w XXI wieku. Jednak różne firmy informatyczne sztucznie nagłośniły problem, widząc w tym okazję do zarobienia pieniędzy i oferowały instalację nowego oprogramowania i sprzętu zgodnego z Y2K bądź przetestowanie istniejącego oprogramowania na zgodność z rokiem 2000. Straszono także nastaniem chaosu, wyłączeniem ważnych komputerów, elektrowni itp. Jednak apokalipsa, która miała nadejść 1 stycznia 2000, nie nastąpiła. Pewne problemy odnotowano, ale były to przypadki sporadyczne i o niewielkim zasięgu.
Pierwszą osobą, która publicznie wypowiedziała się na temat Y2K, był Bob Bemer, który zauważył ten problem już w 1958 roku podczas pracy nad programem do kreślenia drzewa genealogicznego. Przez kolejne dwadzieścia lat starał się on zwrócić uwagę wielkich firm komputerowych na istnienie tego problemu, lecz z marnym lub żadnym skutkiem. Problem ten był ignorowany aż do 1994 roku.
Tak naprawdę pierwsze kłopoty związane z Y2K pojawiły się już kilka lat wcześniej. Przykładem może być np. problem z autoryzacją karty płatniczej, której data ważności (wyrażona dwucyfrowo) przekraczała rok 2000 lub z nieprawidłowo odczytaną datą przydatności do użycia wybranych produktów spożywczych. Co więcej, nawet po roku 2000 niektóre firmy ignorują problem Y2K tak dalece, że nadal używają dla oznaczenia roku tylko dwóch cyfr. Ma to miejsce szczególnie właśnie w przypadku kart płatniczych i produktów o określonej trwałości.